# Peinaleopolynoe mineoi
Peinaleopolynoe mineoi — вид багатощетинкових червів родини Polynoidae. Описаний у 2020 році.

## Назва
Вид названий на честь Рональда Мінео, чия сім'я спонсорувала експедицію, внаслідок якої відкрито низку нових видів роду Peinaleopolynoe.

## Поширення
Глибоководний вид. Поширений на сході Тихого океану. Знайдений у метанових височуваннях поблизу Коста-Рики на глибині трохи більше 1000 метрів.